# Val-de-Saâne
Val-de-Saâne is een gemeente in het Franse departement Seine-Maritime (regio Normandië) en telt 1342 inwoners (2005). De plaats maakt deel uit van het arrondissement Dieppe.

## Geografie
De oppervlakte van Val-de-Saâne bedraagt 13,8 km², de bevolkingsdichtheid is 97,2 inwoners per km².
De onderstaande kaart toont de ligging van Val-de-Saâne met de belangrijkste infrastructuur en aangrenzende gemeenten.

## Demografie
Onderstaande figuur toont het verloop van het inwonertal (bron: INSEE-tellingen).

1. ↑  Populations de référence 2022.